# Andrzej Grzelakowski
Andrzej Stanisław Grzelakowski (ur. 5 października 1949) – polski ekonomista transportu i nauczyciel akademicki, profesor nauk ekonomicznych, w latach 1998–2001 podsekretarz stanu w Ministerstwie Transportu i Gospodarki Morskiej.

## Życiorys
Ukończył studia wyższe, po których rozpoczął karierę naukową. Specjalizował się w zakresie ekonomiki i organizacji transportu, logistyki i zarządzania łańcuchem dostaw, ekonomiki integracji europejskiej oraz mikroekonomii. 18 lutego 1992 uzyskał tytuł profesora nauk ekonomicznych. Wykładał m.in. na Akademii Morskiej w Gdyni, Uniwersytecie Gdańskim i w Wyższej Szkole Społeczno-Ekonomicznej w Gdańsku. Pełnił funkcje kierownika różnych katedr na Akademii Morskiej w Gdyni (m.in. Logistyki i Systemów Transportowych oraz Eksploatacji Portów), został też dziekanem Wydziału Przedsiębiorczości i Towaroznawstwa AMG i prodziekanem wydziału na Uniwersytecie Gdańskim. Autor i współautor ponad 480 opracowań naukowych, raportów i ekspertyz, w tym 14 monografii i 9 podręczników.
Od 1980 do 1981 działał jako doradca NSZZ „Solidarność” w Gdańsku. W latach 1991–1998 sprawował funkcję konsula ds. morskich i transportowych w Konsulacie Generalnym RP w Hamburgu. Od 19 maja 1998 do 26 października 2001 zajmował stanowisko podsekretarza stanu w Ministerstwie Transportu i Gospodarki Morskiej. Był członkiem zespołu negocjującego akcesję Polski do Unii Europejskiej i w jego ramach głównym negocjatorem w obszarze transportu i polityki transportowej. W 2002 został przewodniczącym rady nadzorczej portu morskiego Gdynia. Pełnił też funkcję kierownikiem Sekcji Badań Regionalnych (2002–2003) i dyrektora programu MBA w Gdańskiej Fundacji Kształcenia Menedżerów.